# Kugelbake
Kugelbake är ett sjömärke och tidigare fyrtorn på Niedersachsens nordligaste punkt i Cuxhaven i Tyskland. Det är 29,63 meter högt och har form som en båk och markerar floden Elbes mynning i Nordsjön.
Det första sjömärket på platsen restes troligen år 1703 efter att en skogsdunge, som användes som pejlingsmärke, hade förstörts i en  översvämning. Det var 24,4 meter högt och byggt av trä. Vädret gick hårt åt sjömärket och ett nytt fick byggas drygt trettio år senare. Detta i sin tur förlorade kontakten med fastlandet och rasade i en storm år 1743. Man lät förstärka pålverket runt sjömärket och byggde en vägbank dit år 1782.

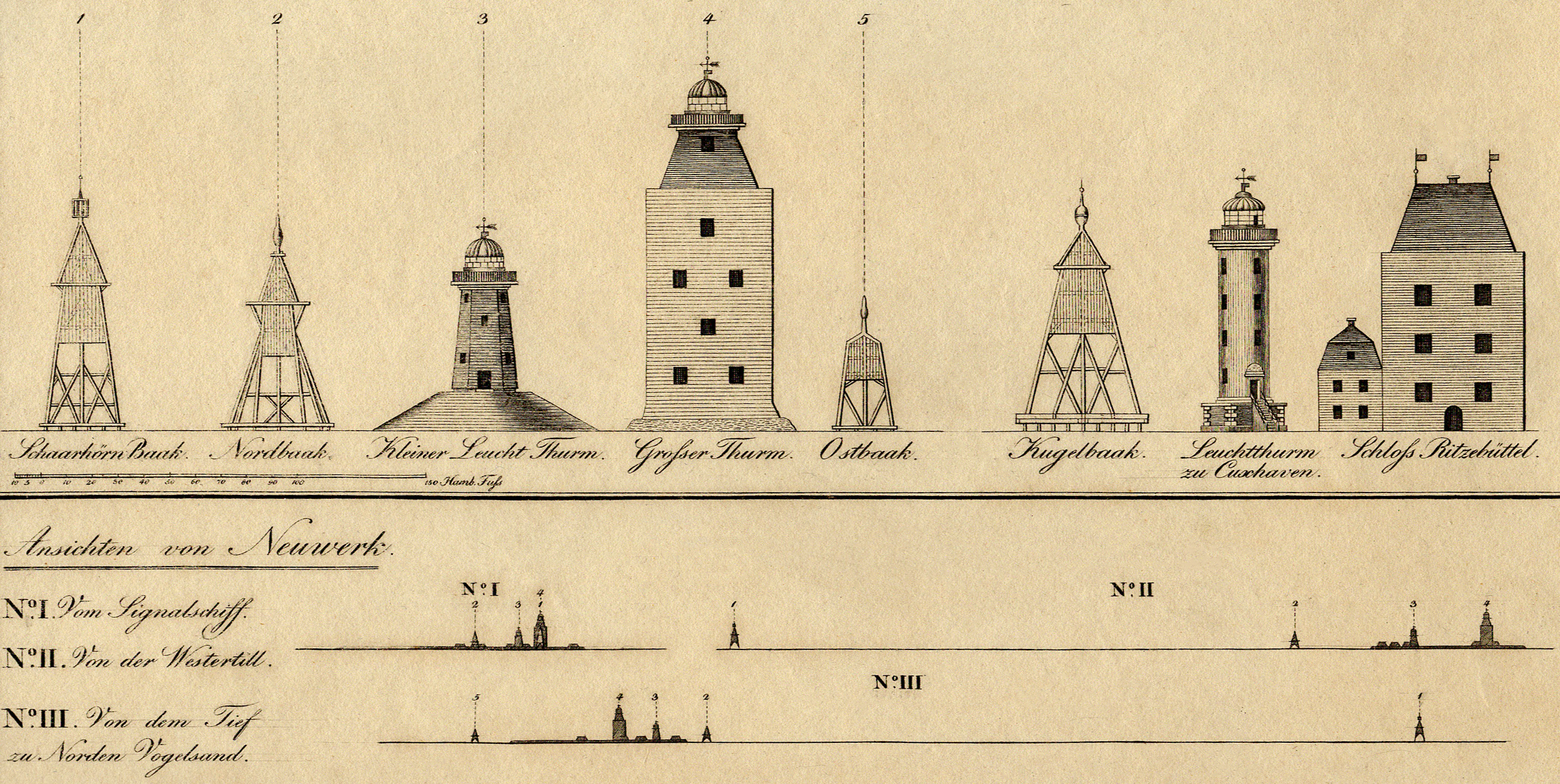
Kugelbake (tredje från höger) och andra pejlingsmärken på ett sjökort från 1831.

År 1853 tändes en fyrlykta i Kugelbake, som dock endast användes när fyrskeppet Elbe IV inte var tänt, och år 1867 utökades pålverket med en rund plattform av granitblock. Efter 1878 användes fyrlyktan endast som reserv och år 1898 släcktes den helt.
Kugelbake revs under det Fransk-tyska kriget och igen i början av andra världskriget för att försvåra för fienden. År 1924 restes Kugelbake igen men kulan, som gett sjömärket dess namn, ersattes av två korslagda, runda  skivor. Det överläts år 2001 till staden Cuxhaven, vars symbol det har varit sedan början av 1900-talet, och underhålls sedan 2002 av en stiftelse. Kugelbake är kulturskyddat (Denkmalschutz).
Från Kugelbake gjorde den tyska fysikern Jonathan Zenneck år 1900 sina första försök med radiotelegrafi mellan fastlandet och fartyg till sjöss. Ett minnesmärke har rests på platsen.